# Anopheles neivai
Anopheles neivai este o specie de țânțari din genul Anopheles, descrisă de Howard, Dyar și Frederick Knab în anul 1913. Conform Catalogue of Life specia Anopheles neivai nu are subspecii cunoscute.